# Зараманье
Зараманье — поселок в Клинцовском районе Брянской области, в составе Смотровобудского сельского поселения.

## География
Находится в западной части Брянской области на расстоянии приблизительно 14 км на восток по прямой от железнодорожного вокзала станции Клинцы.

## История
Упоминался со второй половины XVIII века как хутор на территории Новоместской сотни Стародубского полка. С XIX века — группа хуторов. По переписи 1926 года здесь было свыше 60 хуторов с различными наименованиями. Действовал одноименный колхоз.

## Население
Численность населения: 400 человек (1926), 96 человек (2002), 79 человек (2010), 66 человек (2013).
Будет упразднен как фактически не существующий в связи с переселением всех жителей на постоянное место жительства в другие населённые пункты